# South Oroville
South Oroville is een plaats in Butte County in Californië in de VS.

## Geografie
De totale oppervlakte bedraagt 11,6 km² (4,5 mijl²) wat allemaal land is.

## Demografie
Volgens de census van 2000 bedroeg de bevolkingsdichtheid 663,2/km² (1716,4/mijl²) en bedroeg het totale bevolkingsaantal 7695 dat bestond uit:
- 69,06% blanken
- 4,87% zwarten of Afrikaanse Amerikanen
- 3,98% inheemse Amerikanen
- 12,74% Aziaten
- 0,05% mensen afkomstig van eilanden in de Grote Oceaan
- 3,78% andere
- 5,52% twee of meer rassen
- 9,99% Spaans of Latino

Er waren 2491 gezinnen en 1771 families in South Oroville. De gemiddelde gezinsgrootte bedroeg 3,05.

## Plaatsen in de nabije omgeving
De onderstaande figuur toont nabijgelegen plaatsen in een straal van 24 km rond South Oroville.